# Oh! Susanna (Lied)

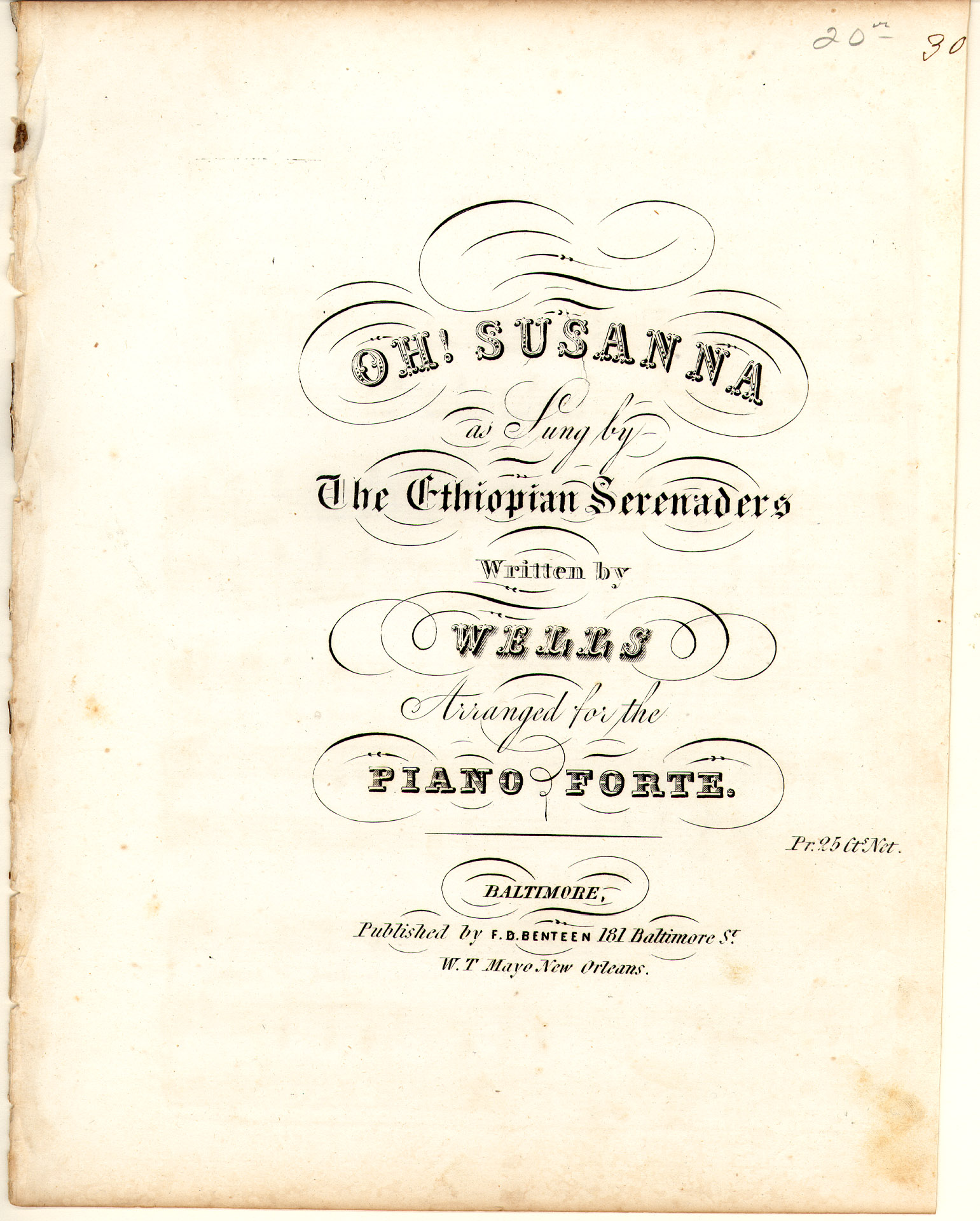
Oh! Susanna, Deckblatt von 1848

Oh! Susanna ist ein 1847 von Stephen Foster gedichtetes und 1848 erstmals veröffentlichtes amerikanisches Volkslied. Mitglieder der Western Writers of America wählten es 2010 zu einem der „Top 100 Western-Songs aller Zeiten“.

## Entstehung und Geschichte
Foster schrieb das Lied während seines Aufenthalts in der Stadt Cincinnati, in die er 1846 zog und dort Buchhalter wurde, wahrscheinlich für seinen Männerklub. Er schrieb das Lied für eine Blackface-Minstrel Show. Am 11. September 1847 fand die erste Aufführung in Pittsburgh statt. Der Name Susanna bezieht sich möglicherweise auf Fosters verstorbene Schwester Charlotte Susannah.
Das Lied wurde zwischen dem 25. Februar 1848 und dem 14. Februar 1851 einundzwanzig Mal urheberrechtlich geschützt veröffentlicht. Foster erhielt für das Lied ursprünglich nur 100 US-Dollar, weil viele Verlage ihm keine Vergütung für die Veröffentlichung zahlten. Aufgrund des großen Verkaufserfolgs erhielt er später von „Firth, Pond & Company“ ein Angebot von zwei Cent pro verkaufter Kopie, wodurch er davon überzeugt wurde, zum ersten professionellen Songschreiber der USA zu werden.

## Text und Musik
Obwohl in der zweiten Zeile Bezug auf ein Banjo genommen wird, ähnelt der Rhythmus der Melodie des Liedes viel mehr einer Polka.
Oh, I come from Alabama with a banjo on my knee!

Going to Louisiana, my true love for to see

Oh Susanna! Oh don't you cry for me!

For I come from Alabama with a banjo on my knee

It rained all night the day I left, the weather it was dry

The sun so hot I froze to death, Susanna don't you cry

Oh Susanna! Oh don't you cry for me!

For I come from Alabama with a banjo on my knee!
In der Urversion ist in der heute selten gesungenen zweiten Strophe das Wort „Nigger“ enthalten.
Deswegen wird dieses Wort heute bei Konzerten durch „Chigger“ (englisch für Laufmilbe) ersetzt.

## Aufnahmen
Als eines der bekanntesten Volkslieder in den Vereinigten Staaten wurde Oh! Susanna sehr häufig von Musikern aufgegriffen und veröffentlicht. Die ältesten Aufnahmen stammen wahrscheinlich aus dem frühen 20. Jahrhundert. So wurde das Lied 1916 von Harry C. Browne zusammen mit dem Peerless Quartet für Columbia Records aufgenommen, aus dem gleichen Jahr stammt ein Medley mit weiteren Songs von Foster, vom Victor Mixed Chorus des Schallplattenpioniers Victor Talking Machine Company veröffentlicht. 1924 erschienen Aufnahmen von Wendell Hall and Shannon Quartet bei Victor sowie des Criterion Quartet bei Edison Records.
Das Lied wurde über die folgenden Jahrzehnte von zahlreichen Musikern aus den Bereichen Folk, Bluegrass und Country interpretiert; daneben gibt es auch zahlreiche Versionen im Jazz- und Rockbereich. So listete cover.info Ende Juni 2021 80 Versionen des Liedes und bei secondhandgames.com waren etwa 90 Versionen mit Gesang und fast 50 weitere instrumentale Versionen verfügbar.